# 华裔加拿大人

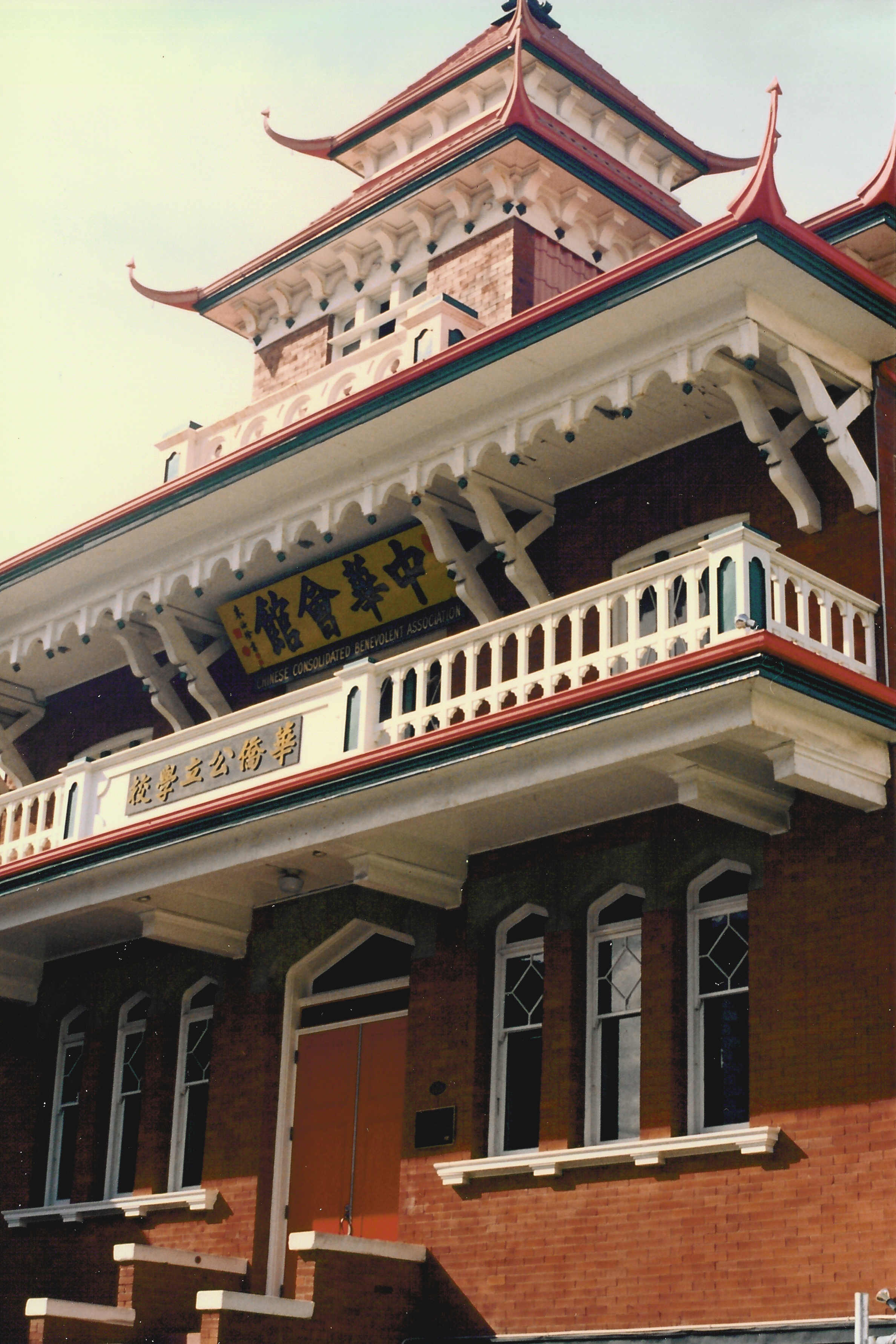
域多利中華會館

华裔加拿大人（英語：Chinese Canadians）是指具有全部或部分是华裔的加拿大人，又稱加拿大華人和加拿大華裔。一般来说，自大中华地區以及从东南亚和南美洲移民至加拿大的海外华人及其後代都包含在华裔加拿大人之内。

## 人权与政治权利
现在，华裔同其他族裔一样，人权及政治权利受《加拿大权利与自由宪章》保护。2017年5月9日的卑诗省议会选举中，华裔加拿大人获得约8%（7席/87席）的席位。2011人口统计中，卑诗省有10.7%的华裔，但其中79,010人是永久居民，有公民权的华裔比例约为8.9%。华裔加拿大人在议会中获得的席位，与有选举权的华裔比例，基本相当。在联邦议会，各级市议会也有相当数量的华裔议员。而卑诗省议会选举制度的设置，使小党派不容易获得议席。例如，绿党2017年获得16%的选票，但只获得3.4%（3席/87席）的席位。因此，华裔加拿大人在现实政治中也获得充分的代表。

## 移民历史

### 早期
广东的华工帮助建设了加拿大太平洋铁路。与非华人劳工相比，这些劳工更易接受帶有歧视性質的工时制度，低工资及危险的工作环境（比如开山爆破），以养活留在故乡的家人。华工愿意接受低工资和恶劣的工作环境，工作效率又極高，激怒了一些非华人的劳工，非华人劳工认为华工搞乱了劳工市场。《1885年華人移民法令》的通过，授权加拿大政府向移民加拿大的华人收取人头税。当时华人是唯一一个被迫缴纳该税的少数族裔。

### 20世纪

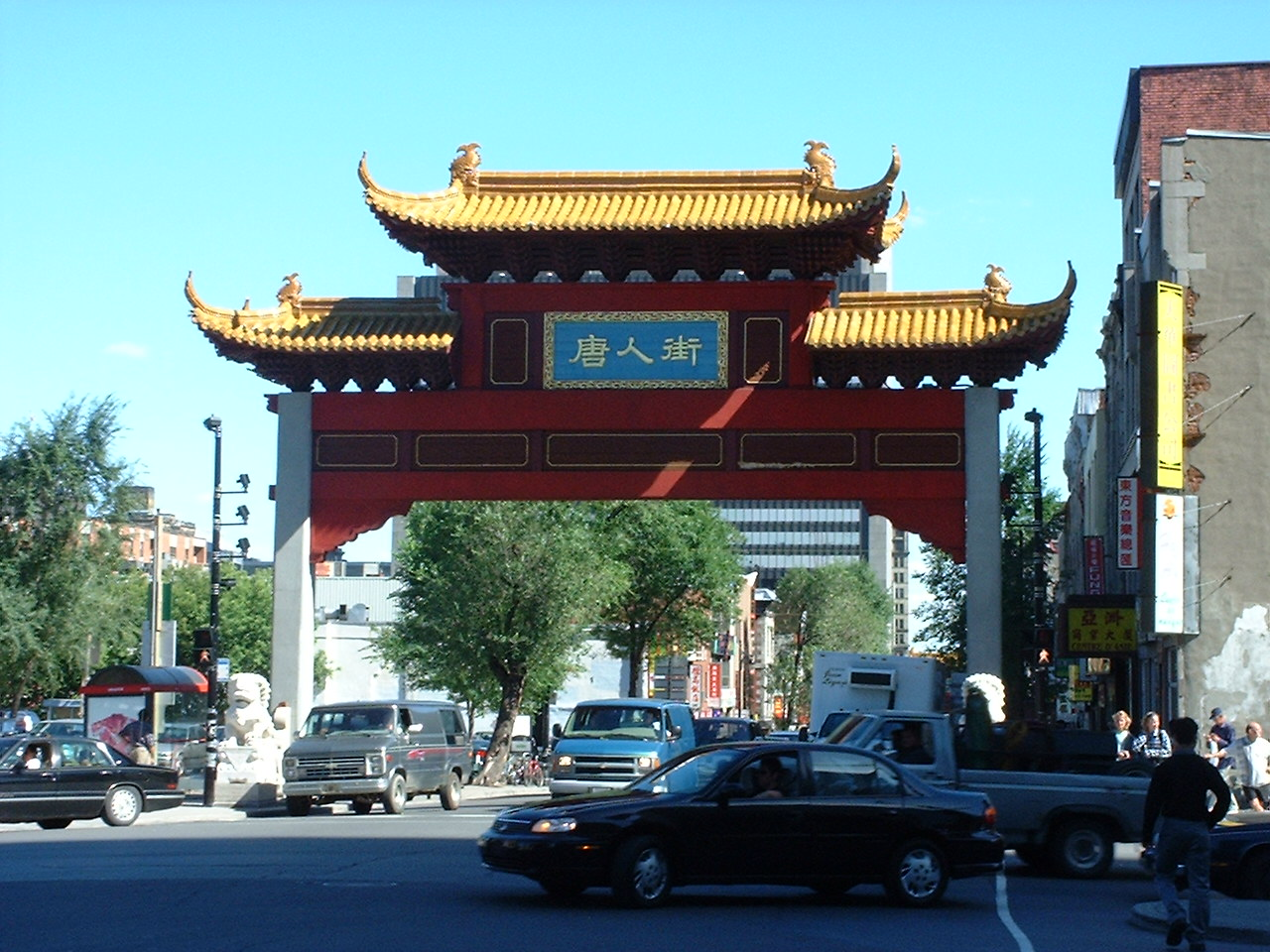
蒙特利尔唐人街

1923年，威廉·莱昂·麦肯齐·金的联邦自由党政府，通过《1923年华人移民法令》，完全禁止了华人移民。华人自此成为加拿大唯一被拒的族裔。接下来的25年，越来越多的排华法规得到通过，大部分工作不接受华人，因此很多华人开始了自己的餐馆和洗衣店生意。在卑诗省、萨斯喀彻温省和安大略省，华人雇主不允许雇用白人女工，因此大部分华人生意没有外族裔参与。
一些华裔加拿大人在铁路修建好后在加拿大定居。但由于政府严格的限制和沉重的徵费，他们无法将自己的家庭带到加拿大。甚至他们与非华人的接触也有官方和民间的各种限制。这使得一大批唐人街和华人社区在很多城市的不良地区建立起来。
大萧条时，华人的生活比其它加拿大人的生活要困难得多。在艾伯塔，加拿大华人领到的救济金金额不到其它加拿大人的一半。由于排华法案禁止了来自中国大陸、香港等華人地區的新移民，很多华人男性由于没有妻子儿女在身边，被迫独立面对一切困难。1931年的人口普查显示加拿大华人的男女比例为12.4:1。为了抗议排华法案，加拿大华人每年都会在7月1日加拿大自治日时关闭店铺，抵制这个被他们称为“羞辱日”的节日。

### 二战后

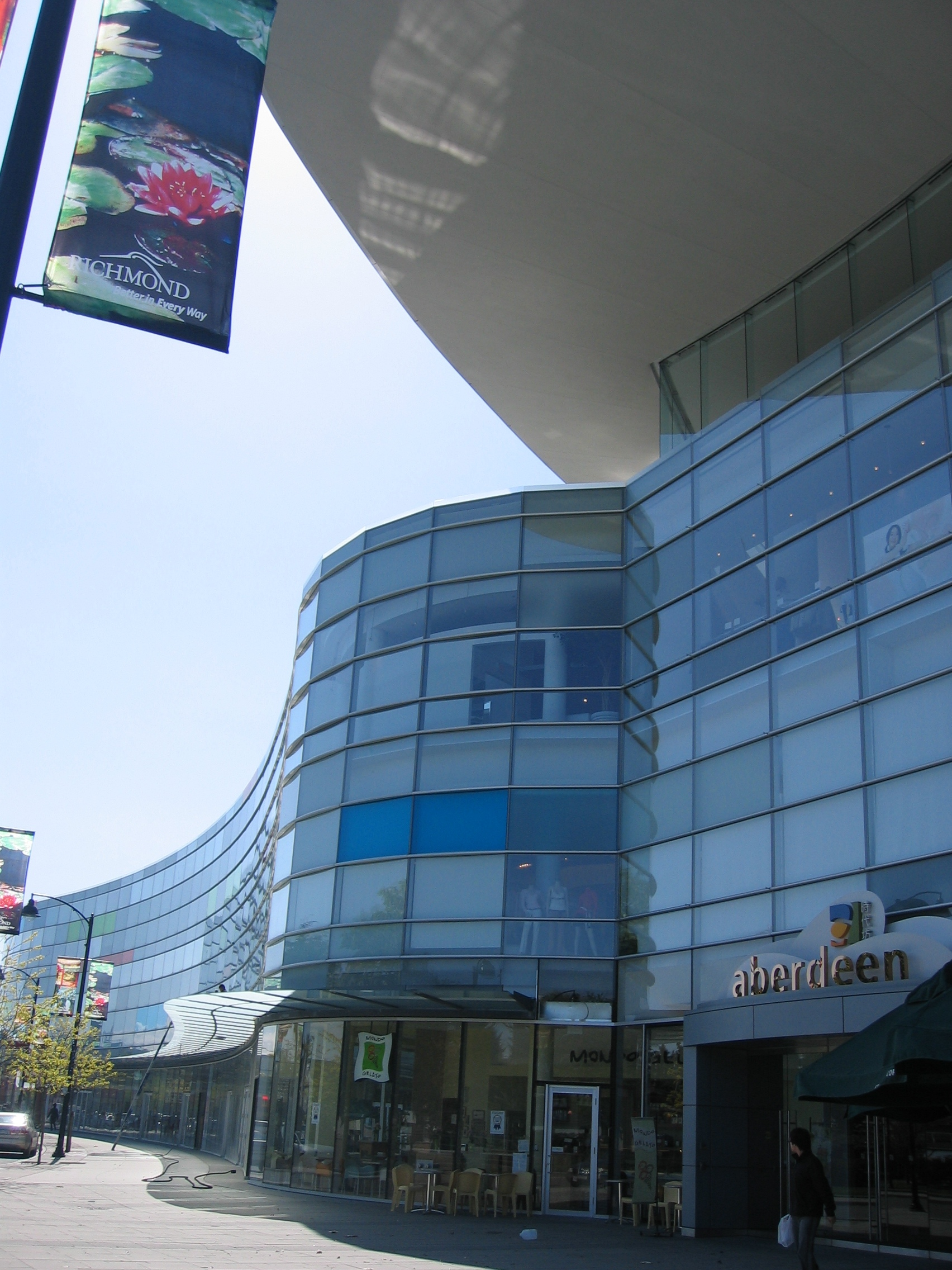
列治文時代坊商場

在撤销对华裔加拿大人的限制，并给与华裔加拿大人平等的公民待遇这件事情上，加拿大政府十分缓慢。由于加拿大在二战后签署了联合国世界人權宣言，加拿大政府必须废除与宣言牴触的排华法案。1947年同年，华裔加拿大人终于获得在联邦选举中投票的权利。但此后又20年，直到移民甄別过程采用记点法，华裔加拿大人才获得认可，与其他申请人使用同样的标准。
多年来，华裔组织一直呼吁加拿大政府公开为过去的人头税道歉并賠偿。2006年联邦大选期间，保守党领袖史蒂芬·哈珀将“向华人正式道歉”作为竞选承诺之一。2006年7月22日，总理史蒂芬·哈珀在加拿大国会举行正式道歉仪式。
很多受过教育的中国人，战时以难民身份来到加拿大。20世纪中期，大多数新华裔加拿大人来自有大学教育背景的家庭，他们仍以教育为重。这些新移民成为人才流入（Brain gain）的一部分，部分彌补了加拿大人（包括华裔）移民美国而产生的人才外流（Brain drain）。
华裔印度尼西亚人在1965年印尼排华事件中来到加拿大。从1970年代到1999年（参见：1998年印尼排华事件），再有华裔印度尼西亚人在加拿大定居。
很多来自前法国殖民地越南、老挝和柬埔寨的华裔在越战后以难民身份来到加拿大。由于华裔的渊源，这批移民与早期的华裔加拿大人关系紧密，他们主要居住在法语区魁北克。
从拉丁美洲来到加拿大的华裔也很多。其中因尼加拉瓜1980年代的大地震和安纳斯塔西奥·索摩查·加西亚的独裁政府而来到加拿大的人占很大比例。躲避地震和貝拉斯科政权的华裔秘鲁人和华裔巴西人也很多。这些人主要居住在维多利亚、温哥华、蒙特利尔和多伦多。
在1980年代末至90年代中期，尤其是1989年六四事件後，香港人对香港主權移交予中华人民共和国感到担忧，不少中產和富有华人从香港进入加拿大。加拿大成为他们的理想移民地原因之一，是加拿大批出投资签证比美国容易得多(由于当时香港和加拿大均是英联邦成员)。不过，与来自中国大陆的移民相比，香港移民始终不太熱衷移民到美国，而是較喜欢加拿大。温哥华市、列治文市和多伦多成为这些华人的主要目的地。当时仅从香港来的移民就占了当时总移民的46%。
今天，中國大陸取代香港和臺灣成为华裔加拿大人最主要的來源地。
另外，极少数的华裔加拿大人来自一些太平洋岛屿（斐济和法属波利尼西亚），以及新西兰和澳大利亚。

## 统计

### 人口及分布

#### 2016年人口普查数据
根據2016年普查，华裔血统的加拿大人口有1,769,195人（含混血329,215人），占加拿大总人口的5.1%（未含混血則為4.2%）；华裔是加拿大人口中最大的非欧洲裔族群。
2011年人口普查数据
2011年，华裔血统的加拿大人口有148万7580人，占加拿大总人口的4.5%。
| 序号 | 区域               | 总人口（2011年） | 华裔人口（2011年） | 华裔比例（2011年） | 纯华裔（2011年） | 混血华裔（2011年） | 混血比例（2011年） |
| ---- | ------------------ | ---------------- | ------------------ | ------------------ | ---------------- | ------------------ | ------------------ |
|      | 加拿大             | 32,852,320       | 1,487,580          | 4.5%               | 1,210,945        | 276,635            | 19%                |
| 1    | 卑诗               | 4,324,455        | 464,805            | 10.7%              | 395,945          | 68,860             | 15%                |
| 2    | 安省               | 12,651,790       | 713,245            | 5.6%               | 581,560          | 131,690            | 18%                |
| 3    | 艾省               | 3,567,975        | 155,960            | 4.4%               | 119,435          | 36,530             | 23%                |
| 4    | 曼省               | 1,174,345        | 22,600             | 1.9%               | 14,970           | 7,630              | 34%                |
| 5    | 育空               | 33,320           | 600                | 1.8%               | 230              | 370                | 62%                |
| 6    | 爱岛省             | 137,375          | 1,920              | 1.4%               | 1,670            | 245                | 13%                |
| 7    | 萨省               | 1,008,760        | 13,990             | 1.39%              | 9,525            | 4,460              | 32%                |
| 8    | 魁北克省           | 7,732,520        | 101,875            | 1.32%              | 79,115           | 22,755             | 22%                |
| 9    | 西北地区           | 40,800           | 510                | 1.25%              | 305              | 205                | 40%                |
| 10   | 新斯科舍省         | 906,170          | 7,065              | 0.8%               | 4,825            | 2,240              | 32%                |
| 11   | 新不伦瑞克省       | 735,835          | 2,945              | 0.4%               | 2,015            | 930                | 32%                |
| 12   | 纽芬兰与拉布拉多省 | 507,265          | 1,970              | 0.39%              | 1,290            | 680                | 35%                |
| 13   | 努纳武特           | 31,695           | 90                 | 0.28%              | 60               | 30                 | 33%                |

#### 特定地区的主要民族
根据加拿大卑诗省列治文市政府网站资料，2011年华裔加拿大人占列治文总人口的48.5%。而安省万锦市的华裔加拿大人占38.3%。

### 语言
2001年，有85%的華裔加拿大人声称会使用至少一种官方语言进行交流，剩下15%则称不会说英语或法语。在不会说官方语言的华人中，有50%在1990年代移民加拿大，22%在1980年代移民，这些移民通常年龄较大。在基本工作年龄的华人移民中，则有89%的人声称可以说至少一种官方语言。
根据2001年数据，汉语是继英语和法语后第三大最常见的母语。总人口3%（约872,000）的人声称汉语是他们的母语，（ 他们从小就学习漢語并仍能理解漢語，及具有一定程度的漢語水平 ）粤语是華裔加拿大人中常见的汉语种类，这些说粤语的人中44%在香港出生，27%则出生在中國大陸的粤语区（当中一大部分人为中国大陆出生的香港移民），18%为加拿大出生。第二常见的汉语种类是官话，这些人85%来自中國大陸或臺灣，7%为加拿大出生，2%在马来西亚出生。
有证据显示一些加拿大出生的华裔正在丧失汉语能力，以英语为母语，完全融入加拿大，成为广义的英裔加拿大人。
| 第一語言                   | 人口 (2011) | 佔全部人口%(2011) | 人口 (2006) | % 佔全部人口% (2006) | Notes |
| -------------------------- | ----------- | ----------------- | ----------- | -------------------- | ----- |
| 漢語（無特別表示是哪一種） | 425,210     | 1.3%              | 456,705     | 1.5%                 |       |
| 粵語                       | 372,460     | 1.1%              | 361,450     | 1.2%                 |       |
| 官話                       | 248,705     | 0.8%              | 170,950     | 0.5%                 |       |
| 閩南語（臺灣話）           | 9,635       | 0.03%             | 9,620       | 0.03%                |       |
| 閩東語（福州話）           | 5,925       | 0.02%             | N/A         | N/A                  |       |
| 客家話                     | 5,115       | 0.02%             | N/A         | N/A                  |       |
| 上海話                     | 2,920       | 0.009%            | N/A         | N/A                  |       |

### 移民

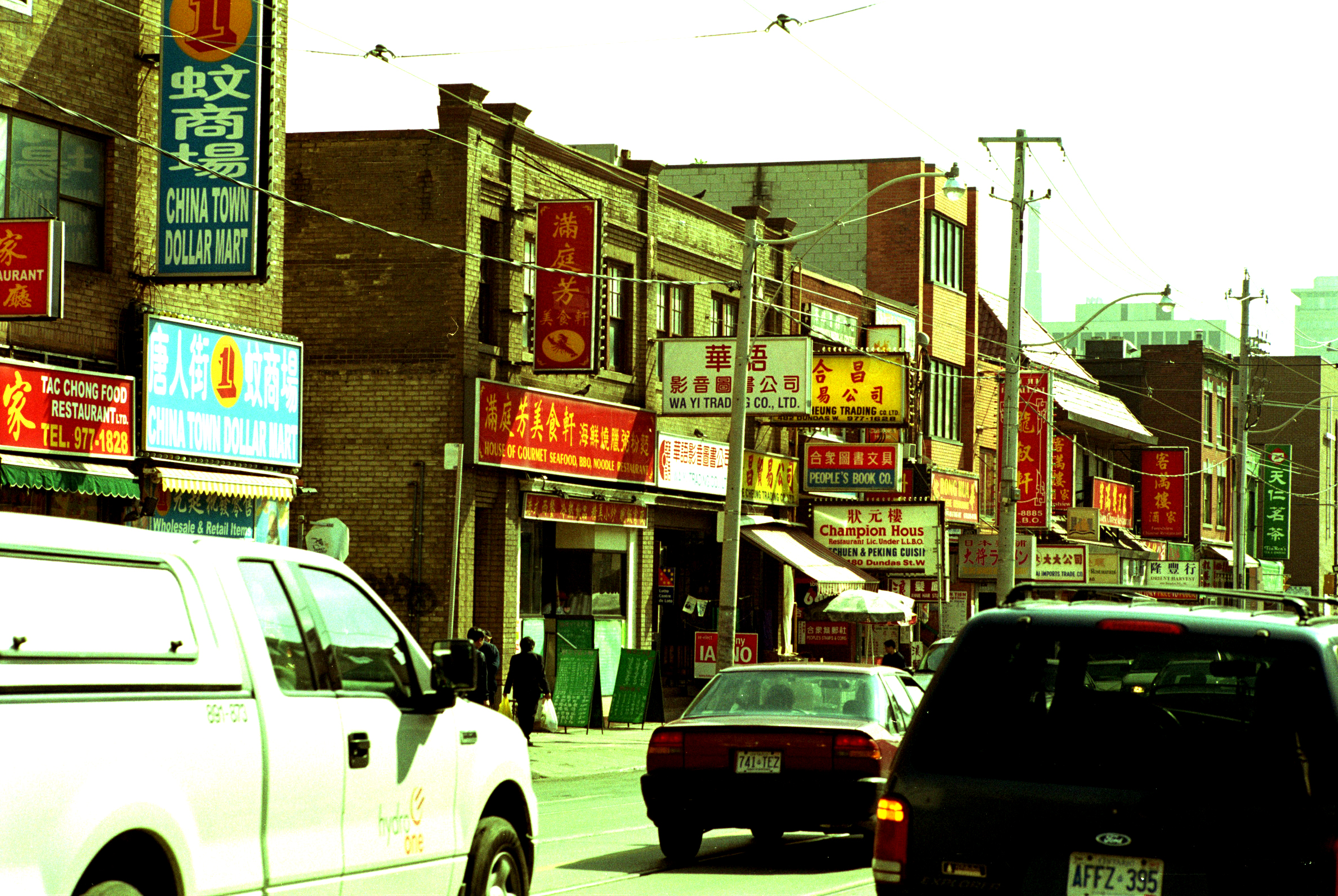
多伦多市登打士西街唐人街

2001年，几乎75%的华人人口居住在多伦多或温哥华。华人人口占温哥华人口的17%，占多伦多人口的9%。
在2000/2001年移民到加的华人中，超过一半的人声称自己定居的理由是自己的亲人朋友已经定居在加拿大。大约25%的人声称他们来到多伦多是为了职业前景，而很多人移居到温哥华是因为气候宜人。

### 教育及就业
2001年，31%的华人人口（包括加拿大出生及海外出生）拥有大学学历，是全国水平的将近两倍（18%）。
在基本工作年龄的华人中，20%在销售及服务业；20%在商业、金融及行政行业；16%在自然和应用科学领域；13%在管理行业；11%在（数据）处理（Processing）、制造业和公用事业（Utilities）。
1990年代移民加拿大并且在基本工作年龄的华人群体的就业率为61%，比全国平均水平低（80%），很多人声称海外教育职业资质认可是主要问题。加拿大出生的华人男性就业率为86%，与全国水平持平。而加拿大出生的华人女性就业率（83%）则高于全国平均水平（76%）。

## 宗教
| 宗教種類      | 人數（%） 1921 | 人數（%） 1961 | 人數（%） 1971 | 人數（%） 1981 | 人數（%） 1991 | 人數（%） 2001 | 人數（%） 2006 | 人數（%） 2011 |
| ------------- | -------------- | -------------- | -------------- | -------------- | -------------- | -------------- | -------------- | -------------- |
| 無宗教 / 其他 | -              | -              | 43.7%          | 57.4%          | 55.3%          | 55.6%          | 57.9%          | 49.3%          |
| 基督宗教      | 10%            | 60%            | 46.4%          | 36.3%          | 32.4%          | 29.2%          | 20.9%          | -              |
| 天主教        | -              | -              | 12.9%          | 14.2%          | 16.0%          | 13.8%          | 11.7%          | -              |
| 新教          | -              | -              | 33.5%          | 22.1%          | 16.4%          | 15.4%          | 9.2%           | -              |
| 佛教          | -              | -              | -              | -              | 11.4%          | 14.6%          | 14.2%          | -              |
| 其他宗教      | -              | -              | 9.9%           | 6.4%           | -              | -              | 7.0%           | -              |
| 中國民間信仰  | -              | -              | -              | -              | -              | -              | -              | 50.7%          |
| 人口          | -              | -              | 124,600        | 285,800        | 633,931        | 1,094,638      | 1,346,510      | 1,324,700      |

多倫多早期的华裔移民重要的結構為教會團體，至今，多倫多有超過三十多個华裔教會。1960年代初，基督教信仰達到了人數的高峰，1961年的人口普查仍然顯示，60%的华裔宣稱自己是基督徒。近幾十年來，加拿大出生的华裔和华裔新移民中，基督徒比例一直在下降。大多數华裔加拿大人不表態自己的宗教信仰，但根據2010年的人口分析，超過一半的华裔加拿大人信奉中國民間信仰。2001年調查中，55歲以上的华裔加拿大人中，56%表示他們沒有任何宗教信仰，而加拿大全國無宗教的平均人數為17%。华裔加拿大人佔全部加拿大人口的13%。华裔加拿大人中有14%是佛教徒，14%信仰天主教，9%信仰基督新教。